# Ayuntamiento de Kaliningrado
El Ayuntamiento de Kaliningrado (en ruso:  Здание мэрии Калининграда) es la sede del gobierno en Kaliningrado, Rusia. Se encuentra ubicado en la Plaza de la Victoria.
El edificio fue diseñado por el arquitecto Hanns Hopp en 1923, cuando la ciudad era conocida como Königsberg, Alemania. Originalmente fue el Handelshof , una sala comercial ubicado en la plaza Hansaplatz ( posteriormente rebautizada Adolf-Hitler-Platz en 1934 y ahora Plaza de la Victoria) y cerca de la feria Ostmesse. Para 1927, sin embargo, se convirtió en el Stadthaus, el nuevo ayuntamiento de Königsberg. Su predecesor, el Ayuntamiento Kneiphof, posteriormente se convirtió en un museo hasta su destrucción durante la Segunda Guerra Mundial. El Stadthaus también fue dañado durante la Segunda Guerra Mundial, pero sobrevivió a la guerra.
El edificio se mantuvo como la cabecera municipal de gobierno en la posguerra de Kaliningrado, recibiendo una nueva fachada.